# (33892) Meligingrich
2000 KP25 (asteroide 33892) é um asteroide da cintura principal. Possui uma excentricidade de 0.13921340 e uma inclinação de 8.36706º.
Este asteroide foi descoberto no dia 28 de maio de 2000 por LINEAR em Socorro.